# Harold Ernest Forster
Pour les articles homonymes, voir Harold Forster et Forster.
Harold Ernest Forster (1869-26 septembre 1940) est un homme politique canadien de la Colombie-Britannique. Il est député provincial conservateur indépendant de la circonscription britanno-colombienne de Columbia de 1912 à 1916.

## Biographie
Né en Ontario, Forster devient orphelin peu après sa naissance. Élevé par sa grand-mère à Galt (en) en Ontario et par son oncle près de Carlisle en Angleterre, il voyage avec l'alpiniste britannique Harold Topham dans les Selkirk durant les années 1890. Après l'achat d'un ranch dans le haut de la vallée du Columbia en 1898, Forster devient propriétaire du bateau à roues à aubes Selkirk (en) qu'il transporte par rail jusqu'au fleuve Columbia.
Forster et John Lundy, un invité de Lundy, sont abattus par un un homme de Cranbrook a qui de l'alcool lui avait été refusé. La maison de Forster a ensuite été incendié afin de dissimuler le crime. L'année suivante, Frank Sylvester est pendu pour le meurtre de Frank Lundy.

## Hommage
Le mont Forster et le ruisseau Forster sont nommés en son honneur.